# Arcade Media
Arcade Media  es una distribuidora multimedia especializada en animación japonesa, dirigida principalmente a América Latina. Fue fundada en noviembre de 2015.
Maneja animación japonesa, largometrajes, documentales y material cultural, siendo un agente exclusivo para compañías productoras de Japón.

## Anime distribuido por Arcade Media
- 5 centímetros por segundo[1]
- Girls und Panzer
- Junji Ito Collection
- Maquia, una historia de amor inmortal
- Ju-On: The Final Curse (Ju-On: La Maldición Final)
- Yuri!!! on Ice
- Sword Art Online: Oridnal Scale
- Kono Sekai no Katasumi ni[2] (En este Rincón del Mundo)
- Rodolfo: El Gatito Negro
- Death Note: Light Up the New World
- El niño y la bestia[3]
- Miku Expo Short Film Festival[4]
- Love Live School Idol Project
- Rebuild of Evangelion

## Marcas manejadas por Arcade Media
- AniFest[5]
- Colectica[6]

## Plataformas donde Arcade Media participa
- Cinemex
- Cinépolis
- Televisa
- Cinépolis Klic
- AniFest

## Eventos donde Arcade Media participa
- Anime Expo
- Anime Japan
- Colectica
- J-Fest
- La Mole
- Miku Expo
- TIFFCOM
- WCS México